# Pteris discolor
Pteris discolor là một loài dương xỉ trong họ Pteridaceae. Loài này được Kze., Steud. mô tả khoa học đầu tiên năm 1824.
Danh pháp khoa học của loài này chưa được làm sáng tỏ. 